# 中国共産党第十三期中央委員会第五回全体会議
中国共産党第十三期中央委員会第五回全体会議（ちゅうごくきょうさんとうだい13きちゅうおういいんかいだい5かいぜんたいかいぎ）は、1989年11月6日から11月9日の4日間に渡って北京で開催された中国共産党中央委員会の会議。この会議の略称を第13期5中全会という。

## 概要
この会議において最高指導者の鄧小平が完全引退を宣言し、党中央軍事委員会主席を辞任し、江沢民が後継となった。これにより、江沢民は党の最高指導者である党総書記に加えて軍の最高指導者にも就任することになり、中国の最高指導者としての地位を確実なものとした。その後江沢民は1993年3月に国家主席に就任し、党・国家・軍の3権が江に集中する事となった。
1989年6月の第13期4中全会で、中央軍事委員会第一副主席など全ての党内外の職務から解任された趙紫陽に代わって、六四天安門事件に対する軍部の支持を集めた楊尚昆が中央軍事委員会第一副主席に、弟の楊白冰が中央軍事委員会秘書長及び党中央書記処書記に就いた。
その一方で楊兄弟の影響力拡大を牽制するため、鄧小平は第二野戦軍以来の腹心で、当時既に党中央顧問委員だった劉華清と、国防大学で校長として後進の指導に当たっていた張震を中央軍事委員会副主席に任命した。2人とも野心が無かったことが評価され、江沢民の補佐に当てられた。